# Klarissa pantagatha
Genre
Espèce
Klarissa pantagatha, seul représentant du genre Klarissa, est une espèce de coléoptères de la famille des Staphylinidae et de la sous-famille des Pselaphinae.

## Répartition et habitat
Cette espèce est décrite de Bornéo.